# Woodiellantha
Woodiellantha é um género botânico pertencente à família Annonaceae.